# Картаполов Андрій Валерійович
Андрій Валерійович Картаполов (рос. Андрей Валериевич Картаполов; 9 листопада 1963, Веймар, НДР) — російський воєначальник і політик, генерал-полковник ЗС РФ.

## Біографія
Син полковника артилерії у відставці Валерія Леонтійовича Картаполова, випускника Михайлівської військової артилерійської академії. Закінчив Московське вище загальновійськове командне училище імені Верховної Ради РРФСР (1985), Військову академію ім. М. В. Фрунзе (1993), Військову академію Генерального штабу Збройних сил РФ (2007). Пройшов шлях від командира взводу до командира мотострілецької дивізії в ГРВН, Західній групі військ, Далекосхідному військовому окрузі. У 2007/08 роках — заступник командувача армії в Сибірському військовому окрузі. У 2008/09 роках — начальник штабу 22-ї гвардійської армії в Московському військовому окрузі. В2009/10 роках — начальник Головного оперативного управління Генерального штабу Збройних сил Російської Федерації. З травня 2010 по січень 2012 року — командувач 58-ю армією Північно-Кавказького, потім Південного військового округів. У 2012/13 роках — заступник командувача військ Південного військового округу. З лютого 2013 року по червень 2014 року — начальник штабу Західного військового округу. З червня 2014 року по 9 листопада 2015 року — начальник Головного оперативного управління і заступник начальника Генерального штабу Збройних сил Російської Федерації. 10 листопада 2015 року призначений командувачем військ Західного військового округу.
З 19 грудня 2016 по березень 2017 року — командувач російського угрупування в Сирії. Під час командування Картаполова після операції за участю російської авіації та Сил спеціальних операцій 2 березня 2017 року Пальміра була вдруге повернута під контроль сирійського уряду.
30 липня 2018 року указом Президента Російської Федерації призначений заступником Міністра оборони Російської Федерації і начальником Головного військово-політичного управління (ГВПУ). Таким чином генерал-полковник Картаполов став дев'ятим заступником Міністра оборони Російської Федерації й очолив відтворене того ж дня ГВПУ. Крім Головного військово-політичного управління, у підпорядкуванні генерал-полковника Картаполова знаходились Департамент культури Міністерства оборони Російської Федерації, Управління Міністерства оборони Російської Федерації щодо роботи зі зверненнями громадян та Військово-геральдична служба Збройних Сил Російської Федерації.
Указом Президента Російської Федерації від 18 листопада 2019 р. № 561 включений в склад Геральдичної ради при Президентові Російської Федерації. Також є членом Колегії Міністерства оборони Російської Федерації і редакційної колегії журналу «Військова думка».
Наприкінці квітня 2021 року подав документи для участі у праймеріз партії «Єдина Росія», в яких переміг. Брав участь у виборах до Державної думи за партійним списком у Москві (шостий номер у списку) та за їх підсумками був обраний депутатом Державної думи VIII скликання. 5 жовтня 2021 року указом Президента Російської Федерації звільнений з посади начальника Головного військово-політичного управління та звільнений з військової служби у зв'язку з переходом на роботу до Державної думи. 12 жовтня 2021 обраний головою комітету Державної думи Федеральних зборів Російської Федерації VIII скликання з оборони.

## Сім'я
Дружина — Картаполова Ірина Альбертівна
Донька — Гур'янова Варвара Андріївна одружена на Миколі Вікторовичі Гур'янові, живуть у Германії, володіють бізнесом.

## Скандали
16 лютого 2015 року включений Євросоюзом до списку санкцій осіб, у яких в ЄС заморожуються активи й щодо яких запроваджено візові обмеження.
Міжнародні експерти довели, що Картаполов сфальсифікував дані щодо збиття літака Boeing 777, щоб перекласти провину за інцидент на українських військових льотчиків.
23 грудня 2019 року Картаполов організував викрадення співробітника Фонду боротьби з корупцією Руслана Шаведдінова і його переправу у військову частину на архіпелазі Нова Земля. Шаведдінов протягом року служив в армії на Новій Землі під особистим контролем Картаполова. В серпні 2021 року Шаведдінов опублікував розслідування, в якому довів причетність Картаполова і його дочки до корупційних схем.

### Санкції
Андрій Картаполов, голосував за постанову № 58243-8 «Про звернення Державної Думи Федеральних Зборів Російської Федерації до Президента Російської Федерації В. В. Путіна про необхідність визнання Донецької Народної Республіки та Луганської Народної Республіки», підтримував та впроваджував дії та політику, які підривають територіальну цілісність, суверенітет та незалежність України. Брав активну участь у формуванні та здійсненні військової кампанії російських військ в Україні. Андрій Картаполов є підсанкційною особою багатьох країн світу.
23 лютого 2022 року доданий до санкційного списку Європейського Союзу.
24 березня 2022 року доданий до санкційного списку США.
7 вересня 2022 року до Андрія Валерійовича Картаполова введені санкційні обмеження на території України.

## Звання
- Генерал-лейтенант (13 грудня 2012)
- Генерал-полковник (11 червня 2015)

## Нагороди
- Орден «За заслуги перед Вітчизною»
  - 4-го ступеня з мечами
  - 3-го ступеня
- Орден Олександра Невського
- Орден Мужності
- Орден «За військові заслуги»
- Медаль «70 років Збройних Сил СРСР»
- Медаль «За військову доблесть» 2-го і 1-го ступеня
- Медаль «За старанність під час виконання завдань інженерного забезпечення»
- Медаль «За відзнаку у військовій службі» 3-го, 2-го і 1-го ступеня (20 років)
- Медаль «За повернення Криму»
- Медаль «За бойову співдружність» (МВС РФ)
- Медаль «За участь у контртерористичній операції» (ФСБ РФ)
- Медаль «За відзнаку в навчаннях»
- Пам'ятний знак «150 років Західному військовому округу»
- Почесний знак «За заслуги перед Санкт-Петербургом»
- Почесний знак «За заслуги перед Кронштадтом»
- Орден святого благовірного великого князя Димитрія Донського 1-го ступеня (13 червня 2021) — «за увагу до допомоги у будівництві Головного храму Збройних сил Російської Федерації.»
- Орден Святителя Миколая Чудотворця
- Орден «За заслуги перед Карачаєво-Черкеською Республікою»